# MIMA JAPAN
MIMA JAPAN（ミマ・ジャパン、本名：原 茉美〈はら まみ〉、1992年4月13日 - ）は、日本の現代ポップアート画家。
愛知県名古屋市出身。岐阜県多治見市を拠点に大型キャンバス作品を制作し、オリジナルキャラクター「傷だらけのラビットちゃん」を通じていじめや社会的孤立をテーマにした作品を発表している。

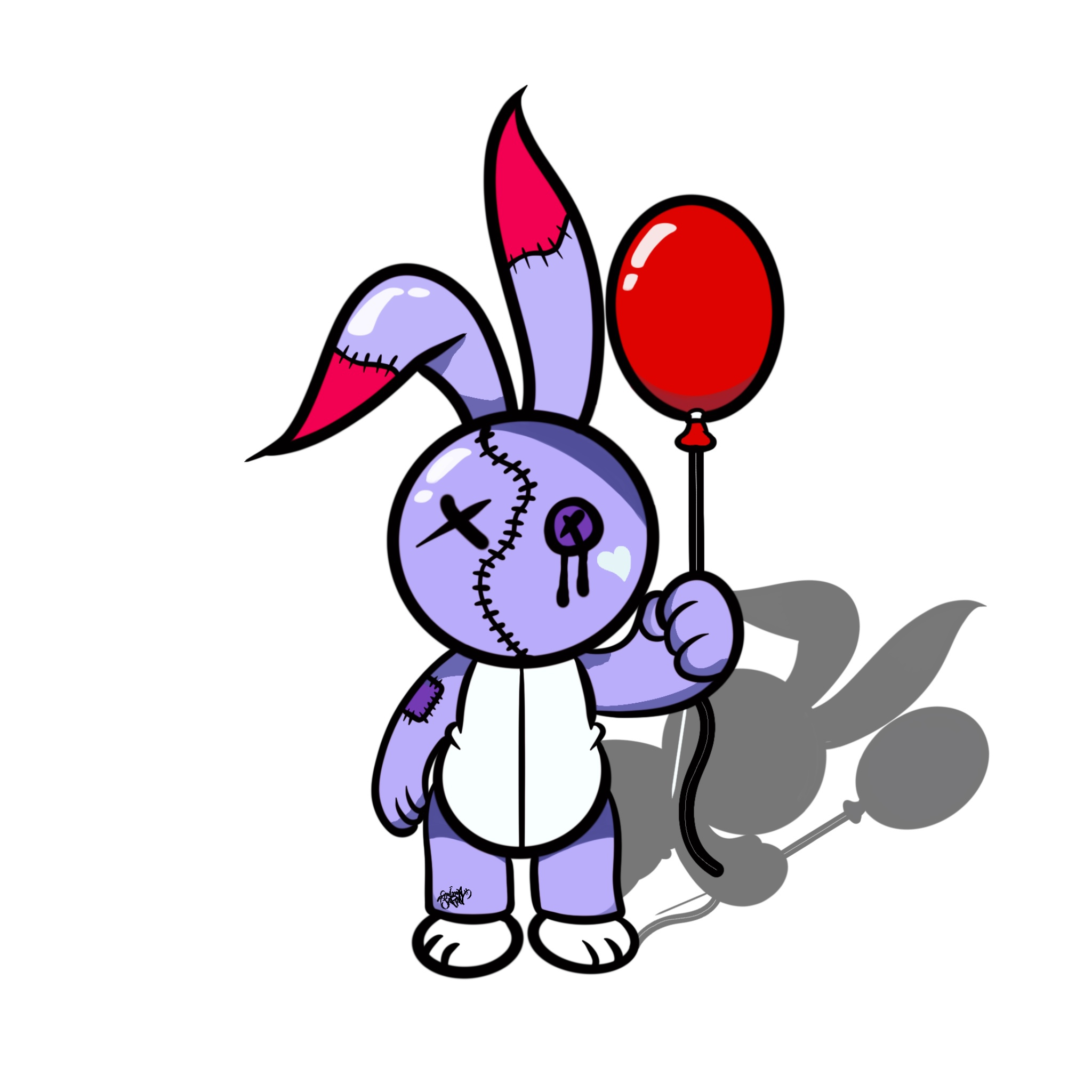
MIMA JAPANのオリジナルキャラクター「傷だらけのラビットちゃん」

## 来歴
- 1992年 愛知県名古屋市に生まれる。[2]

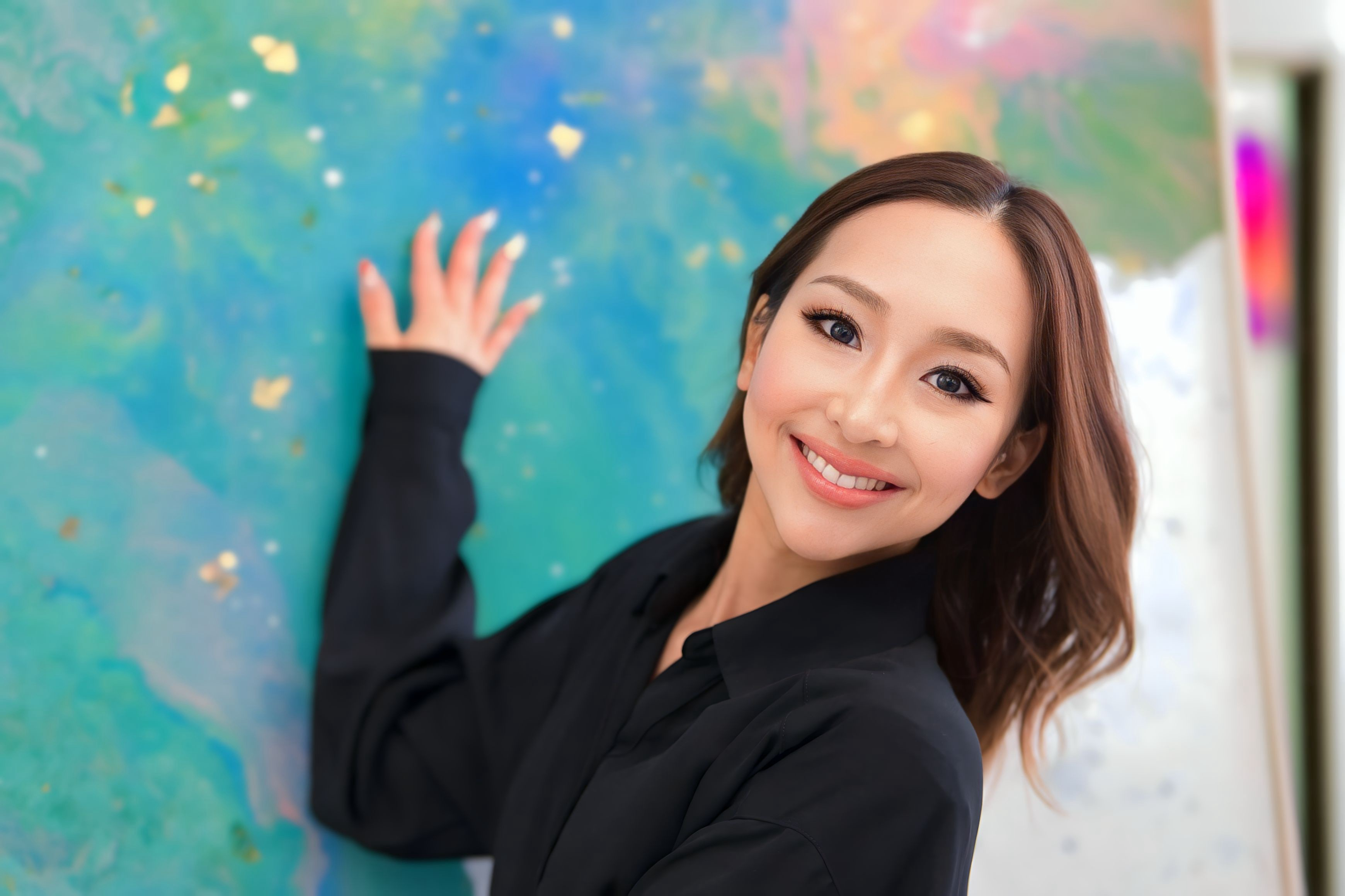
ギャラリー彩での初個展（2024年）

- 2007年 中学校時代に不登校を経験。その後、表現活動を始め、創作に傾倒した。[3]
- 2012年 恩師・伊藤崇人のもとでデッサンを学び、本格的に絵画活動を開始。[2]
- 2018年–2020年 企業専属ペインターとして衣類・小物へ500点超を制作。
- 2024年7月 岐阜県多治見市にプライベートギャラリー兼アトリエ「ARTIKT」を開設。[1]

## 作風とテーマ
- 鮮やかな色彩とグラフィティ的手法を掛け合わせ、社会課題をシンボリックに表現。
- 2022年創作のキャラクター「傷だらけのラビットちゃん」は、赤い風船を携え“優しさの象徴”として作品群に登場。[4]

## 展覧会
| 年        | 展覧会                | 会場                               | 備考        |
| --------- | --------------------- | ---------------------------------- | ----------- |
| 2022–2024 | 「G回路」展           | 愛知県美術館                       | 3年連続出展 |
| 2023      | 第48回公募現創展      | 国立新美術館                       | 入選        |
| 2024      | Two Heart 展          | ギャラリー彩（名古屋）             | 初個展      |
| 2024      | ARTIKT オープニング展 | ARTIKT（多治見）                   | 常設展示    |
| 2025      | NY公募展2025春夏      | マックスギャラリー（ニューヨーク） | 入選        |
| 2025      | 優しさを一つ君へ 展   | ガレリア織部（多治見）             | 個展        |

## 受賞歴
- 2024年 — アートオリンピア2024 入賞（《捜し物》）[6]
- 2024年 — 現代美術家協会 中部支部 新人賞
- 2024年 — NFT SHOUNANアワード 「海の豊かさを守ろう賞」
- 2025年 — 第81回 現展 新人賞（《Hello Again》）[7]

## メディア掲載
- 『美術の窓』 2025年8月号（掲載予定）
- 『マイタウンとうと』 2024年11月号 特集記事[3]
- 『マイタウンとうと』 2025年7月号 展覧会案内[5]
- 『岐阜新聞』 2024年9月6日[1]
- 『岐阜新聞』 2025年7月12日[8]
- 『東濃新報』 2025年7月11日[9]
- 『MYTTLINE』 オンライン記事（2024年）
- Lemon8「新聞記事に？？！まさかのドドーン‼️」 2024年9月10日[10]

## 商標登録
- 「傷だらけのラビットちゃん」 登録第6928149号（2025年5月14日）

## ギャラリー
- ARTIKT — 岐阜県多治見市のプライベートギャラリー兼アトリエ（2024年開設）。[1]

## 社会活動
売上の一部を子ども支援施設へ寄付し、若者向けホットラインを運営。いじめ・偏見に悩む約300件の相談に応じている。